# Heteromysis tattersalli
Heteromysis tattersalli is een aasgarnalensoort uit de familie van de Mysidae. De wetenschappelijke naam van de soort is voor het eerst geldig gepubliceerd in 1942 door Nouvel.